# Reino de Hwicce
Hwicce fue un reino tribal de la Inglaterra anglosajona. Según la Crónica anglosajona, el reino fue creado en 577, tras la batalla de Deorham. Después de 628, el reino se convirtió en vasallo de Mercia a raíz de la batalla de Cirencester.
El Tribal Hidage valoró a Hwicce en 7000 hides, lo que implicaría una economía de tamaño similar a la de los reinos de Essex y Sussex.
Las fronteras exactas del reino permanecen inciertas, aunque probablemente coincidieran con las de la antigua Diócesis de Worcester, fundada en 679–80 y cuyos primeros obispos utilizaron el título de Episcopus Hwicciorum. El reino, por tanto, habría incluido Worcestershire excepto el extremo noroccidental, Gloucestershire excepto el Bosque de Dean, la mitad suroccidental de Warwickshire, los alrededores de Bath, al norte del Avon y pequeñas partes de Herefordshire, Shropshire, Staffordshire y el noroeste de Wiltshire.

## Nombre
La etimología del nombre Hwicce "los Hwiccians" es incierta. Puede ser un plural para "los Hwiccians", o quizá proviene de un nombre de clan.
Una etimología proviene del nombre común hwicce "arca, baúl", en referencia a la apariencia del territorio como un valle plano bordeado por los Montes Cotswold y las colinas Malvern. Otra posibilidad podría ser que derivara de un nombre concreto, "las gentes de un hombre llamado Hwicce", pero no hay registro de ese nombre. Eilert Ekwall ha conectado el nombre, basándose en la lingüística, con el de los Gewisse, los antecesores de los Sajones Occidentales. Smith sugirió que este nombre tribal tenía un origen peyorativo, con el significado de "los cobardes", relacionado con quake, Nórdico Antiguo hvikari "cobarde". Es también probable que "Hwicce" denominara a las tribus nativas que vivían a orillas del río Severn, en el actual Worcester, que se dedicaban a fabricar cestos a partir de los juncos. La palabra moderna 'wicker', que se cree tiene origen escandinavo, describe el tipo de cestos fabricados por estos antiguos pobladores.
Stephen Yeates (2008, 2009) ha interpretado el nombre con el significado de "caldero; vasija sagrada" y ha relacionado la forma del Valle de Gloucester y el culto regional britano a una diosa con un caldero o marmita, identificada con una Mater Dobunna, supuestamente asociada con leyendas relacionadas con el Santo Grial.
El topónimo Hwicce perviie en Wychwood en Oxfordshire, Whichford en Warwickshire, Wichenford, Wychbury Hill y Droitwich en Worcestershire.

## Historia
El territorio de los Hwicce debió de corresponder al de la antigua civitas romana de los Dobunni. La zona parece haber permanecido ampliamente britana durante el primer siglo después del fin de la Britania romana, pero los enterramientos y topónimos paganos en la zona nororiental siguieren un creciente flujo anglo desde el Avon y puede que otras rutas; they may have exacted tribute from British rulers.
Según la Crónica Anglosajona, en 577 tuvo lugar una batalla en Dyrham en la que los Gewisse (Sajones occidentales) dirigidos por Ceawlin mataron a tres reyes britanos y capturaron Gloucester, Cirencester y Bath. La ocupación sajona de la zona no duró mucho y concluyó posiblemente en 584, fecha de la batalla de Fethanleag, según la Crónica, en la que Cutha murió y Ceawlin regresó enfadado a su casa, y con seguridad en 603 cuando, según Bede, San Agustín asistió a una reunión de obispos galeses "en el Roble de San Agustín, en la frontera entre los Hwicce y los Sajones occidentales".
Los anglos reforzaron su influencia en la zona en 628 cuando, según la Crónica, los Sajones Occidentales se enfrentaron con Penda de Mercia en Cirencester y después llegaron a acuerdos. Evidentemente, Penda había vencido, pero posiblemente negoció acuerdos con los líderes locales, ya que el territorio ocupado no pasó a formar parte de Mercia, sino que se convirtió en aliado o vasallo de Hwicce.
El territorio de los Hwicce incluía varios grupos tribales diferenciados, como los Husmerae, los Stoppingas y los Weorgoran.
Posiblemente, los primeros reyes fueron dos hermanos, Eanhere y Eanfrith. Bede señala que la reina Eafe "había sido bautizada en su propio país, el reino de los Hwicce. Era hija de Eanfrith, hermano de Eanhere, ambos de los cuales eran cristianos, como lo era su pueblo." De aquí deducimos que Eanfrith y Eanhere eran de familia real y que el suyo era un reino cristiano.
Es más probable que los Hwicce fueran convertidos al cristianismo por misioneros celtas que por la Misión gregoriana enviada por Gregorio I, ya que Beda estaba bien informada de esta última y no menciona en ningún momento la evangelización de los Hwicce. Aunque la toponimia nos muestra un importante asentamiento anglosajón, la limitada expansión de enterramientos paganos, así como dos nombres de lugares con eccles que identifican sin lugar a dudas las iglesias romano-britanas, sugieren que el Cristianismo sobrevivió al influjo anglosajón. Hay también posibles enterramientos cristianos bajo la catedral de Worcester y la iglesia de Santa Maria de Lode en Gloucester. Esto parece indicar que los visitantes anglosajones fueron asimilados por la iglesia existente. La dinastía gobernante de los Hwicce fueron posiblemente figuras clave en este proceso. Quizá nacieron de matrimonios mixtos entre las principales familias anglas y britanas.
Por una compleja cadena de razonamientos, podemos deducir que Eanhere contrajo matrimonio con Osthryth, hija de Oswiu de Northumbria, con la que tuvo hijos llamados Osric, Oswald y Oshere. Osthryth es recordada por ser la esposa de Etelredo de Mercia. Un matrimonio anterior con Eanhere ayudaría a explicar por qué Osric y Oswald son descritos como nepotes — habitualmente "sobrinos" pero aquí posiblemente con el significado de "hijastros" de Etelredo.
Osric estaba ansioso por conseguir un obispo propio para los Hwicce, pero Oshere el consiguió la creación de la catedral de Worcester en 679-680. Presumiblemente, Osric había muerto en aquella época. Tatfrid de Whitby fue nombrado primer obispo de los Hwicce pero falleció antes de su ordenación, y fue reemplazado por Bosel. Un cronista de Worcester del siglo XII comenta que la ciudad fue elegida como sede episcopal porque era la capital de los Hwicce.
Oshere fue sucedido por sus hijos Æthelheard, Æthelweard y Æthelric. A comienzos del reinado de Offa, nos encontramos el reino gobernado por tres hermanos llamados Eanberht, Uhtred y Aldred, los dos últimos de los cuales vivirían hasta el 780. A su muerte, el título de rey parece haber sido abandonado. Su sucesor Æthelmund, que murió en una campaña contra Wessex en 802 aparece descrito únicamente como conde.
El territorio permaneció en manos de Mercia hasta la caída del reino. Junto con el resto de la Inglaterra merciana, se sometió a Alfredo el Grande entre 877 y 883, durante el gobierno del conde Etelredo de Mercia, posiblemente originario de Hwicce.

## Reyes de Hwicce
No se conserva ninguna lista contemporánea de reyes, así que la siguiente lista ha sido compilada por historiadores a partir de varias fuentes. Algunos reyes parecen haber gobernado de forma conjunta en parte o durante todo su reinado. Esto da lugar a cierta redundancia en las fechas.
| Nombre     | Fecha                      | Notas                                           |
| ---------- | -------------------------- | ----------------------------------------------- |
|            | 628                        | El reino es conquistado por Penda de Mercia.    |
| Eanhere    | mediados del siglo VII     |                                                 |
| Eanfrith   | mediados del siglo VII     | Hermano de Eanhere.                             |
| Osric      | activo en la década de 670 | Enterrado en la catedral de Gloucester.         |
| Oshere     | activo en la década de 690 | Hermano de Osric. Murió antes de 716.           |
| Æthelheard | activo en 709              | Hijo de Oshere. Emitió diplomas con Æthelweard. |
| Æthelweard | activo en 709              | Hijo de Oshere.                                 |
| Æthelric   | activo en 736              | Hijo de Oshere.                                 |
| Eanberht   | activo en la década de 750 | Sin registros después de 759.                   |
| Uhtred     | activo entre 750-779       |                                                 |
| Ealdred    | activo entre 750-778       |                                                 |
|            | Década de 780              | Asimilación de los Hwicce por Mercia.           |

## Ealdormen de los Hwicce
| Nombre            | Fecha      | Notas |
| ----------------- | ---------- | --- |
| Æthelmund         | c. 796-802 | Fallecido en batalla en 802. |
| ?Æthelric         | fl. 804    | Hijo de Æthelmund. En su testamento de 804 pide ser enterrado en Deerhurst.                                                                                      |
| Leofwine          | d.c.1023   | Padre de Leofric, conde de Mercia |
| Odda de Deerhurst | m.1056     | Construyó la capilla de Odda en Deerhurst por el alma de su hermanoÆlfric. Fue enterrado en Pershore. El área de su jurisdicción posiblemente no incluía Hwicce. |